# Pokrzywowce
Pokrzywowce (Urticales Dumort.) – rząd roślin zielnych, pnączy, krzewów lub drzew wyróżniany w niektórych systemach klasyfikacyjnych roślin okrytonasiennych z XIX i XX wieku. Zaliczane tu rodziny w kolejnych wersjach systemów APG publikowanych po 1998 zaliczane są do rzędu różowców (Rosales).

## Charakterystyka
LiściePojedyncze, ogonkowe.
KwiatyNiepozorne, drobne, zebrane najczęściej w gęste kwiatostany o zwykle zielonym lub kremowo seledynowym kolorze, rozdzielnopłciowe (choć często występują szczątkowe elementy drugiej płci) (wyjątek wiązowate), okwiat pojedynczy, często zredukowany, złożony z 4 lub 5 okółków. Zazwyczaj wiatropylne (czasami owadopylne).
OwoceOrzeszki, niełupki, pestkowce. Nasiona mogą zawierać bielmo, inne bezbielmowe.
|                        |
| Figowiec sprężysty     |
|                        |
| Konopie siewne         |
|                        |
| Pokrzywa zwyczajna     |
|                        |
| Brzostnica grabolistna |

## Zastosowanie
- Sok mleczny (kauczuk) – figowiec sprężysty (Ficus elastica) i in.
- Rośliny włóknodajne: włókna sklerenchrymatyczne – rami z szczmiela białego (Boehmeria nivea) i włókna z konopi siewnych (Cannabis sativa).
- Owoce – figi z figowca pospolitego (Ficus carica), owoce chlebowca indyjskiego (Artocarpus indica) (również włókno).
- Jedyne pożywienie larw jedwabnika – morwa biała (Morus alba).
- Rośliny lecznicze – szyszki chmielu zwyczajnego (Humulus lupulus)

## Systematyka

### Podział rzędu wedługsystemu Takhtajana
- Rodzina: Cannabaceae Endl. Gen.Pl.:286 1837 – konopiowate
- Rodzina: Cecropiaceae C.C. Berg Taxon 27:39 1978 – cekropiowate
- Rodzina: Celtidaceae Link Handbuch2:441 1831 – wiązowcowate
- Rodzina: Moraceae Link Handbuch2:444 1831 – morwowate
- Rodzina: Ulmaceae Mirb. Elém.Phys.Vég.Bot.:905 nom.cons. 1815 – wiązowate
- Rodzina: Urticaceae Juss. Gen.Pl.:400 1789 – pokrzywowate

### Podział rzędu wedługsystemu Cronquista
- Cannabaceae – konopiowate
- Moraceae – morwowate
- Utricaceae – pokrzywowate
- Ulmaceae – wiązowate
- Barbeyaceae
- Cecropiaceae – cekropiowate
- Physenaceae